# Legió IV Martia
La legió IV Martia va ser una legió romana que tenia per missió defensar la província d'Aràbia, on també hi estava estacionada la Legió III Cyrenaica.
Segurament es va crear sota l'emperador Aurelià (270-275) o potser sota Dioclecià (284-305) per reforçar les legions debilitades després de la guerra contra la reina Zenòbia de Palmira. La IV Martia tenia el campament a Betthorus (actual Lajjun). No es coneix l'emblema de la legió. Se li va donar el número IV perquè al territori ja hi havia la III Cyrenaica.